# Такідзава

39°44′5″ пн. ш. 141°4′37″ сх. д. / 39.73472° пн. ш. 141.07694° сх. д.
Такідза́ва (яп. 滝沢村, たきざわむら, МФА: [takʲid͡zawa muɾa]) — село в Японії, в повіті Івате префектури Івате. Станом на 1 жовтня 2007 площа містечка становила 182,32 км². Станом на 1 вересня 2008 населення містечка становило 53 532 осіб.